# 세키가와 이쿠마
세키가와 이쿠마(일본어: 関川 郁万, 2000년 9월 13일~)는 일본의 축구 선수이다.

## 구단 경력
그는 2019년 J1리그의 가시마 앤틀러스에 입단했다.